# Heliporto de Narsaq

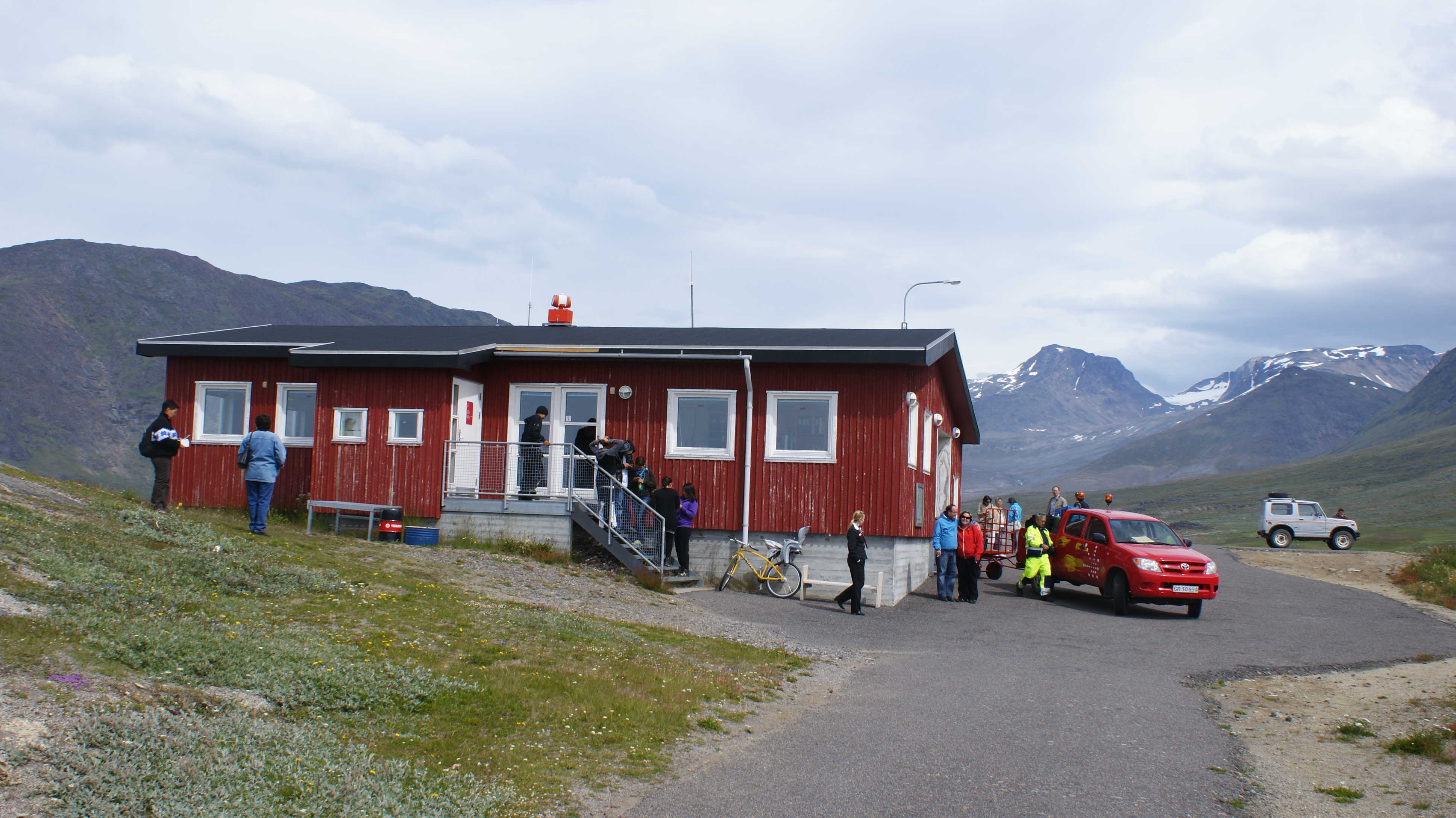
Terminal do Heliporto de Narsaq em 2009.

O Heliporto de Narsaq é um heliporto asfaltado na parte noroeste de Narsaq, uma pequena cidade no município de Kujalleq, no sul da Gronelândia.

## Linhas aéreas e destinos
A Air Greenland opera voos para Narsarsuaq e Qaqortoq.